# Селезнёв, Иван Иванович
Иван Иванович Селезнёв (1915 — ?) — инженер-технолог, конструктор, лауреат Ленинской премии (1967).
Член ВКП(б)/КПСС с 1945 г.
Окончил Московский институт химического машиностроения (1940).
Работал на шинных заводах: Омском (1941—1943) и Ярославском (1943—1950).
С 1957 г. начальник начальник конструкторско-экспериментального отдела НИИ шинной промышленности.
Кандидат технических наук (1966).
Ленинская премия 1967 года — за разработку конструкций и технологического процесса производства грузовых автомобильных шин с меридиональным направлением нитей корда в каркасе (типа P) и их внедрение в народное хозяйство.
Соавтор монографии:
- Бидерман В. Л., Гуслицер Р. Л., Захаров С. П., Ненахов Б. В., Селезнев И. И., Цукерберг С. М. Автомобильные шины (конструкция, расчет, испытание, эксплуатация). — М.: Госхимиздат, 1963. — 383 с.